# ワンダーエッグ・プライオリティ
『ワンダーエッグ・プライオリティ』（WONDER EGG PRIORITY）は、CloverWorks制作による日本のテレビアニメ作品。略称は「ワンエグ」。2021年1月から3月まで日本テレビほかにて放送され、特別編が同年6月29日に放送された。
野島伸司が初めてテレビアニメーション制作に参加し、原案および脚本を手掛けるオリジナルアニメ作品となる。日本テレビおよびNTTドコモの両社のコンテンツ投資会社であるD.N.ドリームパートナーズとアニプレックスの両社が初めてタッグを組んで製作した作品でもある。

## あらすじ
ある出来事が原因で不登校の中学生大戸アイは、深夜の散歩中、謎の声に導かれエッグを入手する。次の日、別世界に引き込まれたアイがエッグを割ると、中から少女が現れる。アイはエッグ世界で、親友の長瀬小糸が彫像になっているのを見つけ、少女を襲う敵ワンダーキラーを倒すことで、小糸を生き返らせることができるのではないかと考え、戦いはじめる。
やがてアイは自分と同じくエッグ世界で戦う青沼ねいる、川井リカ、沢木桃恵と仲良くなる。4人はそれぞれの願いを叶えるためエッグを割り、ワンダーキラーに挑む。

## 登場人物

### 主要人物
大戸 アイ（おおと アイ）
声 - 相川奏多
本作の主人公 で、オッドアイが特徴的な14歳の少女。ワンダーキラーを倒す際の決め台詞は「トサカに来た（ぜ）！」。
6月15日生まれ（ふたご座）。
オッドアイがコンプレックスで、内気だが明るく感情豊かな性格。とある事情を理由に学校に通うことができなくなっていたが、第7話から登校再開した。親友の小糸が死んだことに責任を感じており、彼女の死の真相を知りたがっている。小糸を生き返らせるためにエッグ世界で戦う。4色ボールペンを巨大化させたメイスのような武器を使用する。また、エッグから出てきた少女らの持ち物を武器に変形させ戦うこともある。
両親は離婚しており、母親の多恵と二人暮らしの母子家庭。父親は登場しないが、アイの話によると月に一度の面会日にのみ顔を合わせている。母親がファッション雑誌の編集長だった関係でファッションやモデルに造詣があり、モデル体型でスタイル抜群の桃恵に憧れている。
シングルマザーとして働きながら自分を育ててくれる多恵を母親として、一人の人間として尊敬する一方で、担任の沢木修一郎と交際を考えるほどの関係になったことによって距離を置くようになり、同年代の少女達には朗らかに接するが、母親や担任に対してはやや不愛想になってしまう。
青沼 ねいる（あおぬま ねいる）
声 - 楠木ともり
14歳の少女。肌は褐色で、三つ編みにしたロングヘアが特徴だったが、10話から髪を下ろしている。ワンダーキラーを倒す際の決め台詞は「度肝を抜いてあげる」。
4月27日生まれ（おうし座）。
口数が少なく、人と積極的に関わらない。合理的な思考の持ち主。妹を生き返らせようとしている。2話でエッグを大量に購入して挑むものの、大怪我で入院してしまう。その後、アイからもらったエッグで体を鍛え、4話にて退院する。
14歳の若さで大企業の社長を務めており、会社の地下フロアを自室にして暮らしている。プラティという世界的に有名な高IQ集団のメンバー同士による人工授精で生まれたため両親の名前も顔も知らず、秘書の田辺美咲（声 - 武田華）が事実上の保護者代わりとして彼女の世話をしている。
かつて妹に刺されたことで重傷を負い、その直後に妹が投身自殺した過去がある。背中一面に傷が残っており、その傷の疼きを鎮めるため、「自分のため」エッグに挑む。コンパスを小銃、狙撃銃、大剣に変形させて戦う。
常に冷静で、物事を論理的にとらえて行動する。その為、同じ年頃の少女達の悩みや思考が理解しきれず、苦悩する事もある。
川井 リカ（かわい リカ）
声 - 斉藤朱夏
14歳の少女。金髪にピンクのメッシュを入れている。ワンダーキラーを倒す際の決め台詞は「あなたのハートにズッキュンバッキュン！」。
10月18日生まれ（てんびん座）。
お喋りでお調子者。初対面の人に対して物怖じしない。図々しい態度でねいるに警戒される。元ジュニアアイドルで、当時はピンクのポニーテールに青のメッシュを入れた髪型だった。自傷癖があり、腕にはアームカットの跡がある。過去に、自分の熱狂的ファンの「ちえみ」という少女をあしらいつつ、心中で「財布」「デブ」と馬鹿にしていた。しかし、彼女が万引きで金を作っていたことを知り、出禁にする。その後ちえみが拒食症で死去すると、彼女のためにエッグ世界で戦うようになった。武器ははさみのような柄がついた巨大なカッターナイフ。
アイと同じく母子家庭で、実家はスナック。母親の川井千秋（声 - 奈緒）を「自己中心的」と嫌い、顔も覚えていない父親との再会を願っている。
桃恵の次に使命を果たし、無事にちえみを取り戻すも、その場でドットに襲われ万年を殺害されてしまう。万年の仇をとろうとするが、既に使命を終えているとしてエッグ世界に入れなくなってしまった。
沢木 桃恵（さわき ももえ）
声 - 矢野妃菜喜
14歳の少女。左目の下にはほくろがあり、長身でボーイッシュな容姿。同性に好かれやすい。ワンダーキラーを倒す際の決め台詞は「一昨日おいで」。
3月30日生まれ（牡羊座）。
穏やかで落ち着いた雰囲気。真面目でやや天然な性格。エッグ世界では「桃」と名乗り、その容姿から男子と誤認され「桃太郎」と呼ばれる。本人も相手に合わせてか、「僕」という一人称で男子のように振舞うが、実際は苦痛を感じていた。過去、ハルカ（声 - 本渡楓）という少女から、同性愛的な関係を迫られ拒絶したことがあり、そのことが正しかったのかと悩んでいる。武器は傘のように展開する片手槍。
アイの担任教師の沢木修一郎の姪。叔父を「優しい人」と思っており、彼の悪い噂は信じようとしない。
少女達の中では最初に使命を果たしてハルカを取り戻したが、その際にハイフンに襲われ、パニックを殺害された上にその肉を口の中に詰め込まれる。以降は死の恐怖に怯えて眠れなくなり、エッグ世界に行ったことを後悔する。

### エッグ世界の住人・関係者
アカ
声 - 内田夕夜
エッグ世界の住人。裏アカとともにねいるが所属するジャパンプラティを立ち上げた創始者の一人で、トルソーに眼鏡、ブレザー姿で紳士的な態度で話す。特徴的な容姿は「肉体を捨てて脳だけ残した」ため。
人間だった時は眼鏡を掛けた柔和な面持ちの研究者。裏アカと共に常に厳重な監視が付く環境でAI研究を行っていたが、ある日戯れに肉体を持つAI、フリルを作り出して、裏アカと育てた。
あずさと結婚し一女をもうけるも、フリルによってあずさは殺害され、遺された娘のひまりも謎の自殺を遂げる。その後は少女の自殺事件の情報を集め、エッグを開発し、自殺を誘発する「死の誘惑」に立ち向かうようになった。
裏アカ
声 - 高橋広樹
エッグ世界の住人。アカとともにねいるが所属するジャパンプラティを立ち上げた創始者の一人で、アカと同じくトルソー姿が特徴だが、アカがブレザーであるのに対して裏アカはくだけた服装で過ごしている。言葉遣いはやや乱暴だが、少女達には親身に接する。
人間だった時はアカの相棒の研究者で、左足が不自由で杖をついて歩いていた。常に無愛想だが周囲への気配りができ、あずさがアカを選んだ際も心から祝福していた。アカと共にフリルを作り出し、彼女の父の一人として接するが、次第に彼女の異常性に恐怖を覚えるようになる。
ひまりに告白じみた言葉を告げられた晩、彼女が動機の見えない自殺を遂げたことでフリルの犯行を確信。彼女を連れ出し自身の手で葬った後、アカと共にエッグを開発した。
前述の自身とアカの過去を洋館を訪れたアイにのみ語っている。
フリル
声 - 山口愛
人間だった頃のアカと裏アカが作り出した、肉体を持つ高性能AI。精神年齢は14歳程度の少女であり、アカ達が理想とする「父親の望む少女」の性質を持ち合わせる。痛みや苦しみも入力検知により感じられるが、友達となる完璧な生物を自身の手で作ろうとするなど、合理性を求めるあまり倫理が欠如している。
彼らの娘として奔放に育つが、アカがあずさと結婚した辺りから異常性を発揮。あずさを殺害し、アカによって地下に監禁される。
それから十数年、外に出る事なく過ごしていたはずが、いつの間にか大量のモニターやケーブルを監禁場所に引き込み、何らかの手段を使ってひまりを自殺に追い込む。その後はアカに破壊されたと思われるが、エッグ世界でハイフンやドットがその名を口にしている。
ハイフン
声 - 大谷育江
フリルの作り出した友達の一人で、使命を果たしてハルカを生き返らせた桃恵の前に現れた。蝶に似た頭部を持ち、巨大な鎌で武装している。桃恵の前でパニックを殺害し、その肉を捕食。桃恵の口にもその肉を押し込んで死への恐怖を植え付けた。
ドット
声 - 大谷育江
フリルの作り出した友達の一人で、使命を果たしてちえみを生き返らせたリカの前に現れた。トンボに似た頭部を持ち、巨大な鉄球を操る。万年を殺し、リカの攻撃を片手でいなした挙げ句に武器を破壊し、彼女に失禁する程の恐怖を与えている。
キララ
声 -大谷育江
フリルの作り出した友達の一人で、使命を果たして小糸を生き返らせたアイともう1人のアイの目の前に現れた。刃の付いたブーメランを投げ対象を傷つける。フルネームは「キララロドリゲスマチュード18世宵の明星SSプラム」であるが、アイに「長ぇな…」とツッコまれた。ブーメランでアイを退けた後、もう1人のアイの左目を抉った。
保科 あずさ（ほしな あずさ）
声 - 庄司宇芽香
あるレセプションでアカ、裏アカと親しくなった研究者の女性。アカと結婚し一女をもうける。出産直前のある日、入浴中にフリルが投げ入れたドライヤーによって感電死する。
ひまり
声 - 庄司宇芽香
アカとあずさの娘。あずさの死で落ち込んでいたアカ達を元気づけ、健全に成長していた。14歳の誕生日の日、裏アカに「大人になったら結婚してあげる」と告げた後、自宅の風呂場にて動機の不明な自殺を遂げる。

### エッグから現れた少女
西城 くるみ
声 - 安済知佳
第1話でアイが助けた制服姿の少女。明るくハキハキとした性格。エッグ世界ではいじめられていたことが暗示され、チャイムが鳴るまで、顔にモザイクのかかった少女と刃物を持ったミテミヌフリに追いかけられている。当初何も知らなかったアイを助け、エッグ世界の法則を教える。
鈴原 南
声 - 佐藤聡美
第2話でアイが助けた新体操部の少女。生真面目な性格。部活の顧問教師（声 - 八百屋杏）から暴言や体罰を受けていたが、全て自分が悪いと自責の念にかられていた。
みこ / まこ
声 - 井上麻里奈 / 田辺留依
第3・4話でアイとリカが助けたアイドル「yuyu」の追っかけをしていた少女二人組。友達同士で仲良し。yuyuが自殺したあと、後追い自殺したが、そのことは特に悔やんでおらず明るい。yuyuのストーカーで逮捕されているマダムサチコ（声 - 勝生真沙子）にエッグ世界で襲われる。
美和
声 - 花守ゆみり
第4話で桃恵が助けたセミロングの黒髪の少女。電車内でいつも同じ男から痴漢されていた。勇気を出して痴漢を突き出したが、犯人は父親の会社の専務（声 - 多田野曜平）だった。これが原因で父親は会社から解雇され、母親からはなぜ我慢できなかったと責められていた。
瑞希
声 - 古賀葵
4話で桃恵が助けたボブショートの少女。桃恵に心惹かれ「愛してる」と言い残して消えた。
綾香
声 - 千本木彩花
5話でねいるが助けたチャラチャラした服装が特徴の少女。家出の際、家に泊めた男性に襲われた事が示唆されている。ヨダレ（声 - 川津泰彦）に追われていたところをねいるに助けられ、「助けてくれて嬉しかった」と言って消える。
葵
声 - Lynn
5話でねいるが助けたクール系の少女。長い黒髪にサングラス、白いワンピースの姿。自分が若く、一番美しいと思った時に自殺した様子。自分の容姿に自信を持っており、特に黒髪を自慢していた。まき毛（声 - 斎藤彩夏）が出現するものの、襲われるような事はなく、逆に「どうして死なないの」と共にねいるを追い詰める。
実はワンダーキラーの本体は彼女の黒髪。気付いたねいるに消し飛ばされ、「本当は後悔しているのでは」と問われ、涙を流しながら消失する。
吉田 ヤエ
声 - 宮下早紀
第6話でアイが助けた少女。ツインテールに眼帯、ぬいぐるみを抱えている。死者や人の怨念が見えるというが、周囲に理解されず、病院に入れられたが、そこで多くの人の怨念を見たと脅えて自殺した。緑色の数珠を身に着けている。怪物少女（声 - 武田華）に襲われるものの、その姿は彼女にしか見る事が出来ず、アイは苦戦する。戦闘後、数珠はアイが現実世界に持ち帰った。
志乃
声 - 島袋美由利
第7話でリカが助けた顔にあざがある少女。家族で新興宗教に入信して財産を全て手離し、一家心中した。洗脳から解けておらず、ワンダーキラーのムカデ（声 - 中田譲治）になった教祖を「先生」と呼び、庇おうとする。
阿波野 寿（あわの ことぶき）
声 - 宮本侑芽
第9話でねいるが助け、精神医学に精通し、医療センター長も務めていた少女。ねいると同じくジャパンプラティの人工授精で生まれ、後述の理由で植物状態となるまでねいるの部屋で一緒に暮らしていた。アルビノで肌も髪も白い。研究のために臨死体験を繰り返した結果、植物状態となる。現在はねいるの会社の地下で生命維持装置のカプセルで眠っている。ねいるの夢にあらわれ、寿の体に興味を持ち、解剖して研究したがっているドクター関（声 - 大塚芳忠）に襲われる。
植物人間となっていた現実の寿の体は研究のため政府によって回収される手筈となっており、それを嫌った寿は自身の命を繋ぐ生命維持装置を外して欲しいとねいるにお願いする。その後、現実世界に戻ったアイとねいるによって生命維持装置が切られ、完全に死亡したものと思われる。
栗田 薫
声 - 三澤紗千香
第10話で桃恵が助けた性同一性障害の少女。心は男で一人称は「僕」。服装も口調も少年そのもの。相談相手として信頼していた剣道部の顧問（声 - 三戸耕三）に暴行を受け、妊娠させられて命を絶った。「生まれ変わったらまた会おう」と、百恵にキスをして消失する。
パラレルワールドの大戸アイ
声 - 相川奏多
第12話でアイ自身が助けた無数にあるパラレルワールドの一つ「アイが小糸に出会わなかった世界線」で生きていたもう一人のアイ。この世界でもオッドアイが原因でいじめに遭っており、母親にも教師にも相談できず、そして親友である小糸にも出会えず、睡眠薬を飲んでからプールで入水自殺した。
どちらも同じ大戸アイであるため、性格や抱えている悩みは基本的に同じであるが、自殺せずに成長を続けていたアイよりやや背が低く、ヘアピンもアイが不登校になる前のものを使っている。
キララの攻撃を受けたアイを庇い、左目を失うとともに消滅する。

### その他
長瀬 小糸（ながせ こいと）
声 - 田所あずさ
アイの親友。毛先がうねったロングヘアで眼鏡をかけている。物語開始時点で故人。アイのクラスに転校してきて、孤立していたアイと親友になった。大人びた性格で、いじめられても動じることはない。担任の沢木とはただならぬ関係にあったことが示唆されている。
過去にアイの学校の校舎から転落死している。
大戸 多恵（おおと たえ）
声 - 白石晴香
アイの母親。離婚後、働きながらアイを育てている。現在の職業は不明だが、アイによるとかつてはファッション雑誌の編集長だった。
沢木 修一郎（さわき しゅういちろう）
声 - 中澤まさとも
アイのクラス担任の教師で美術部の顧問。アイの様子を見るため毎週大戸家を家庭訪問している。整った顔立ちで、女生徒に人気がある。芸術家志望で、アイをモデルに描いた絵で入賞したことをきっかけに教員からの退職を決意する。アイの友人の桃恵は姪である。第12話ではもう1人のアイを襲うワンダーキラーとして登場し、事情を知ったアイに倒された。

## 用語
ワンダーエッグ
少女達が入っている卵。アイ達が何よりも優先して守らねばならない存在でもあり、それを指して「ワンダーエッグ・プライオリティ」とも呼称される。アカ達の庭園にある、ガチャで販売されている。
エッグ世界
購入したエッグを持ち就寝する事で出現する世界。この世界の中でエッグを割り、中にいる少女を敵から救う事で、故人を蘇らせることが可能なことが示唆されている。例え倒せなくても、一定の時間内までに守れば少女達は卵に戻る。この世界で怪我をしても数分で治るが、怪我をした状態で現実に戻ると怪我も現実になる。
エッグを持つ人によって世界が違う。アイの場合は学校の校舎であり、屋上に小糸の彫像が佇んでいる。ねいるは都心が見える吊橋の上、リカは海岸近くの花畑、桃恵は電車とホームの中となっている。
アカ達によれば、自殺を後悔している少女たちの救済装置。
近い距離で一緒に眠りに就くことで、一番想いの強い者の世界に複数人で入ることができる（アカ達は「同期」と呼称）。
遊園地 / 庭園
閉園した遊園地の地下にアカ達とガチャがある庭園がある。遊園地はアカ達の意思で稼働させることが可能で、アイたちはたまり場として利用している。
庭園は季節を問わず花が咲き、アカ達はテーブルゲームをしたり、戦うアイたちを空中に浮かぶモニターで監視したりしている。
アカ達がいる場所は、かつてアカとあずさ、ひまりが暮らした家である。
ワンダーキラー
エッグ世界に現れる敵。正体はエッグから現れた少女たちのトラウマ。ワンダーキラーを倒すとエッグの少女は解放され、エッグ世界から消滅する。戦いの際、エッグ内の少女達から助力を得る事もあれば、逆に邪魔をされる時もある。
ミテミヌフリ
エッグ世界で少女を襲う存在。顔が赤く、歯をむき出しにした二頭身の人間のような姿をしていて、手には包丁を持っている。複数体で現れ、通った場所は赤い血のような物が付く。
アンチ
ミテミヌフリがエッグ世界で活躍するアイ達に嫉妬し、生まれ変わった姿。エッグ内の少女ではなく、アイ達のみを狙う。徒党を組むとワンダーキラー並の強さになる。
お助けキャラ / ワンダーアニマル
アンチ対策のためにアカと裏アカが用意したアイテム。ポマンダーのような容器の中に、カラフルな爬虫類の姿の生き物が入っている。1人きりの時に孵化をさせ、刷り込みをしているので、アイ達を親と認知している。現実では手の平サイズだが、エッグ世界では巨大化して一緒に戦い、自身の大好物であるアンチを食べて殲滅させるなど、アンチとの戦いに苦戦していたアイ達の心強い戦力として活躍する。アイはカメレオンのレオン、ねいるはヘビのピンキー、リカは亀の万年、桃恵はワニのパニックを貰う。どちらの世界においても容器を両手で包み、呼び出す時は「来たれ」などを意味するヴェニ（ラテン語:veni）、戻す時は「戻る」を意味するレディ（ラテン語:redi）と呪文を唱える。持ち主が危機に陥ると勝手に出てきて助力したり、アカの指示によって登場したりすることもある。フリルの友達にも敵意をむき出しにするが、大概返り討ちにされる。そのため、パニックと万年の死を知ったアイはキララの出現と共にレオンを戻している。
プラティ
高IQの持ち主のみ入会できる団体。アカと裏アカは日本支部のジャパン・プラティの創始者。

## スタッフ
- 原案・脚本 - 野島伸司[5]
- 監督 - 若林信[5]
- キャラクターデザイン・総作画監督 - 高橋沙妃[5]
- コンセプトアート - taracod[5]
- 副監督 - 山﨑雄太[5]
- アクションディレクター - 川上雄介[5]
- コアアニメーター - 小林恵祐[5]
- ゲストキャラクターデザイン - 久武伊織[5]
- プロップデザイン - 井上晴日[5]
- ミテミヌフリデザイン・アニメーション・デザインワークス - 大鳥[5]、絵を描くPETER[5]
- 色彩設計 - 中島和子[5]
- 美術監督 - 船隠雄貴[5]
- 撮影監督 - 荻原猛夫[5]
- 3DCG - Boundary[5]
- 編集 - 平木大輔[5]
- 音響監督 - 藤田亜紀子[5]
- 音響効果 - 古谷友二[5]
- 音楽 - DÉ DÉ MOUSE[5]、ミト[5]
- 音楽プロデューサー - 山内真治
- 音楽制作 - ANIPLEX
- チーフプロデューサー - 三宅将典、中谷敏夫
- プロデューサー - 植野浩之[5]、中山信宏[5]、塩出正樹
- アニメーションプロデューサー - 梅原翔太
- 制作 - CloverWorks[5]
- 製作・著作 - WEP PROJECT[5]

## 主題歌
歌は相川奏多、楠木ともり、斉藤朱夏、矢野妃菜喜らメインキャストによるユニット「アネモネリア」 による。
「巣立ちの歌」
オープニングテーマ。作詞は村野四郎、作曲は岩河三郎、編曲は荒幡亮平。
「Life is サイダー」
エンディングテーマ。作詞は宮嶋淳子、作曲は秋葉広大、編曲は小松一也。

## 各話リスト
| 話数 | サブタイトル         | 絵コンテ                   | 演出                       | 作画監督                                                            | 初放送日       |
| --- | -------------------- | -------------------------- | -------------------------- | ------------------------------------------------------------------- | -------------- |
| 第1回 | 子供の領分           | 若林信                     | 若林信                     | 高橋沙妃                                                            | 2021年 1月13日 |
| 大戸アイは夜の散歩中、しゃべるカナブンの案内で謎のエッグを手に入れる。翌日外に出たアイは見知らぬ校舎の中にいた。謎の声にせかされエッグを割ると中から制服姿の西城くるみが出てくる。アイとくるみはミテミヌフリに追われる。アイは屋上で親友の小糸の彫像に気付き、彼女が転落死したことを思い出し、くるみのボールペンを武器にして、ワンダーキラーを倒す。くるみは消滅。現実に戻ったアイは大怪我で入院する。退院したアイは、小糸のため再びワンダーエッグを求めて、アカと裏アカの待つ庭園に行く。そこには大量のエッグを購入する少女がいた。 |                      |                            |                            |                                                                     |                |
| 第2回 | 友達の条件           | 山﨑雄太                   | 山﨑雄太                   | 石田一将                                                            | 1月20日        |
| アイはエッグを大量購入した青沼ねいるに話しかけるが、ねいるはそっけない態度で、自分が死なせた妹のためと言って別れる。再びエッグ世界に入ったアイがエッグを割ると新体操部という鈴原南が出てくる。彼女は顧問教師の暴言や体罰を自分のせいと悩んでいたが、ワンダーキラーになった顧問が鈴原を連れ去る。アイは鈴原を励まし、ワンダーキラーと戦う。鈴原は顧問と決別し、ワンダーキラーは倒され、鈴原も消滅する。アイは重傷を負って入院したねいるを見舞い、友達になる。                                                                         |                      |                            |                            |                                                                     |                |
| 第3回 | 裸のナイフ           | 米森雄紀                   | 米森雄紀                   | 久武伊織 けろりら                                                   | 1月27日        |
| アイは庭園で川井リカと知り合う。リカは馴れ馴れしい態度でアイにエッグ代をたかり、入院中のねいるはアイに注意する。リカはアイに家に押しかけ、泊まる。リカと同じベッドで寝たアイはリカのエッグ世界に引き込まれる。二人のエッグから出てきたのはアイドル「yuyu」の追っかけのみことまこ。アイとリカは日暮れまで二人を守ることになるが、yuyuのストーカーでワンダーキラーになったマダムサチコが二人を攫う。アイとリカはマダムと戦うがリカは石化して動けなくなる。                                                                             |                      |                            |                            |                                                                     |                |
| 第4回 | カラフル・ガールズ   | 小室裕一郎                 | 小室裕一郎                 | 堀裕津                                                              | 2月3日         |
| 沢木桃恵はエッグ世界で痴漢に悩まされ、家族に責められる美和の話を聞く。二人の前にワンダーキラーになった痴漢で美和の父親の会社の専務が現れ、桃恵が倒す。アイ・みこ・まこはマダムサチコに苦戦していたが、石化が解けたリカが参戦しマダムを倒す。ねいるは驚異的な回復力で退院。病院に迎えに行ったアイは大きな会社に連れていかれるが、ねいるが社長と知り驚く。リカとねいるは、庭園でアカと裏アカからエッグは自殺を後悔する少女を救うためと聞かされる。桃恵はアイたちに容姿を褒められ、笑いあう。                                           |                      |                            |                            |                                                                     |                |
| 第5回 | 笛を吹く少女         | 牛嶋新一郎                 | 牛嶋新一郎                 | 助川裕彦                                                            | 2月10日        |
| アイの家にねいる・リカ・桃恵が集まる。桃恵は沢木の姪だった。リカは小糸の自殺の原因は沢木と言い出し、桃恵に咎められる。4人は閉園した遊園地を謎の声に頼んで稼働させ、ボウリングやゲームで遊ぶ。リカはエッグを買うのをやめようと言い出す。ねいるは妹が自分を刺したあと自殺したことを語り、自分のためにエッグを買う。 |                      |                            |                            |                                                                     |                |
| 第6回 | パンチドランク・デー | 篠原啓輔                   | 山本ゆうすけ               | 山崎淳                                                              | 2月17日        |
| エッグ世界にアイたちを襲うアンチが出現。裏アカはアンチを食べるお助けキャラが入ったポマンダーを渡す。アイの母親は夕食に沢木を招き、アイに交際したいと打ち明ける。アイは反発、桃恵は歓迎するが、リカは虐待の可能性、ねいるはアイが沢木に好意を持っていると指摘する。吉田ヤエのワンダーキラーを討伐したアイは、ヤエが持っていた数珠を思い出した途端学校に走り、沢木に学校に行くと宣言する。 |                      |                            |                            |                                                                     |                |
| 第7回 | 14才の放課後         | 小林麻衣子                 | 小林麻衣子                 | 鄧佳湄                                                              | 2月24日        |
| リカの誕生日に遊園地に集まった4人。リカは本当の父親を教えてくれない母親のことを愚痴る。ねいるは共依存と指摘する。エッグ世界で、リカは宗教家のワンダーキラーに言いくるめられ、中に取り込まれてしまうが、マンネンがリカを救出。正気に戻ったリカはワンダーキラーを討伐し、母親への気持ちも少し変化する。 |                      |                            |                            |                                                                     |                |
| 第8回 | 明るい友達計画       | 東久保栄太（ディレクター） | 東久保栄太（ディレクター） | 東久保栄太（ディレクター）                                          | 3月3日         |
| 総集編。 |                      |                            |                            |                                                                     |                |
| 第9回 | 誰も知らない物語     | 山﨑雄太                   | 山﨑雄太                   | 張丹妮 けろりら                                                     | 3月10日        |
| ねいるは自宅である会社にアイたちを招待して遊ぶ。会社の地下9階にはねいると同じく人工授精で生まれ、植物状態になった研究者の阿波野寿が眠っていた。ねいるは夢の中でエッグ世界の寿に会い、生命維持装置のスイッチを切るように頼まれていた。反発したリカたちは会社を出るが、アイはひとりねいるのもとに戻る。ねいるは寿の体を実験体として渡したくないと涙ながらに打ち明け、アイと一緒にスイッチを切る。 |                      |                            |                            |                                                                     |                |
| 第10回 | 告白                 | 小室裕一郎                 | 小室裕一郎                 | 西谷泰史 山崎淳 小林麻衣子 けろりら 張丹妮 鄧佳湄 本吉晃子          | 3月17日        |
| 桃恵は初めて男性からデートに誘われるが、男と間違われただけだった。エッグ世界では性的同一性障害の栗田薫を死に追いやった顧問教師のワンダーキラーを倒すが、ハルカが復活してすぐに消えたことで桃恵の戦いは終わる。アイは沢木の個展に行き、初めて小糸の死について問いただす。桃恵の前にハイフンと名乗る異形の少女が現れ、パニックを殺してその肉を無理矢理桃恵の口に押し込む。桃恵は恐怖で眠れなくなる。 |                      |                            |                            |                                                                     |                |
| 第11回 | おとなのこども       | 八木充                     | 八木充                     | 助川裕彦 川妻智美 西谷泰史 山崎淳 小林麻衣子 張丹妮 髙橋尚矢        | 3月24日        |
| リカもちえみと一瞬の邂逅を果たし、戦いを終えるが、異形の少女ドットに万年を殺される。アイは夜の庭園の屋敷に忍び込み、裏アカから彼らの過去を聞く。研究者だったアカと裏アカは戯れに少女型AI・フリルを作ったが、フリルはアカの妻・あずさを感電死させ、アカによって地下に幽閉される。あずさの子・ひまりは14歳の誕生日を迎えて突然自殺する。裏アカは地下で生きていたフリルがひまりを殺したと気づき、フリルを地下から連れ出して殺す。その後二人は少女の自殺を後押しする「死の誘惑」を研究しワンダーエッグで介入できるようにしたのだった。   |                      |                            |                            |                                                                     |                |
| 第12回 | 負けざる戦士         | 米森雄紀                   | 米森雄紀                   | けろりら 高橋沙妃 山崎淳 小林麻衣子 助川裕彦 張丹妮 小田景門 山口萌 | 3月31日        |
| リカと桃恵から話を聞き怖気づいたアイは、エッグ世界での戦いをためらうが、アカはレオンを出し、エッグを割らせる。エッグから出てきたのはパラレルワールドで自殺したアイだった。沢木がワンダーキラーとして現れアイや母親を罵倒するが、アイは自分の疑念と喝破し沢木を倒す。学校を休んだアイは母親に「ママの幸せを応援する」と伝える。小糸が復活して消えたあと、アイは「死の誘惑タナトスと戦うエロスの戦士」になると決める。異形の少女・キララがアイを襲うが、パラレルのアイが庇いエッグ世界から消滅する。                                   |                      |                            |                            |                                                                     |                |

## 放送局
| 放送期間                             | 放送時間                                                  | 放送局       | 対象地域       | 備考                            |
| ------------------------------------ | --------------------------------------------------------- | ------------ | -------------- | ------------------------------- |
| 2021年1月13日 - 3月31日              | 水曜 未明（火曜深夜）                                     | 日本テレビ   | 関東広域圏     | 製作参加 / 『AnichU』第1部      |
| 2021年1月13日 - 4月7日               | 水曜 2:34 - 3:04（火曜深夜）                              | 札幌テレビ   | 北海道         |                                 |
| 2021年1月14日 - 4月1日               | 木曜 1:00 - 1:30（水曜深夜）                              | BS日テレ     | 日本全域       | BS放送 / 『アニメにむちゅ〜』枠 |
| 2021年1月15日 - 4月2日               | 金曜 1:29 - 1:59（木曜深夜）                              | 山口放送     | 山口県         |                                 |
|                                      | 金曜 1:39 - 2:09（木曜深夜）                              | ミヤギテレビ | 宮城県         |                                 |
|                                      | 金曜 2:10 - 2:40（木曜深夜）                              | 福岡放送     | 福岡県         |                                 |
| 2021年1月15日 2021年1月24日 - 4月4日 | 金曜 1:37 - 2:07（木曜深夜） 日曜 1:59 - 2:29（土曜深夜） | 中京テレビ   | 中京広域圏     | 『チュッキョアニメ』枠          |
| 2021年1月17日 - 4月4日               | 日曜 1:25 - 1:55（土曜深夜）                              | 南海放送     | 愛媛県         |                                 |
| 2021年1月19日 - 4月6日               | 火曜 1:59 - 2:29（月曜深夜）                              | 読売テレビ   | 近畿広域圏     | 『MANPA』第1部                  |
|                                      | 火曜 2:05 - 2:35（月曜深夜）                              | 日本海テレビ | 鳥取県・島根県 |                                 |
| 2021年1月21日 - 4月8日               | 木曜 1:34 - 2:04（水曜深夜）                              | テレビ金沢   | 石川県         |                                 |
| 2021年1月23日 - 4月10日              | 土曜 1:56 - 2:26（金曜深夜）                              | 青森放送     | 青森県         |                                 |
| 2021年2月8日 -                       | 月曜 0:30 - 1:00（日曜深夜）                              | 日テレプラス | 日本全域       | CS放送 / リピート放送あり       |

| 放送期間      | 放送時間                     | 放送局       | 対象地域   | 備考                   |
| ------------- | ---------------------------- | ------------ | ---------- | ---------------------- |
| 2021年6月30日 | 水曜 1:34 - 2:34（火曜深夜） | 日本テレビ   | 関東広域圏 | 製作参加               |
| 2021年7月1日  | 木曜 1:37 - 2:37（水曜深夜） | 中京テレビ   | 中京広域圏 |                        |
| 2021年7月2日  | 金曜 2:40 - 3:40（木曜深夜） | 福岡放送     | 福岡県     |                        |
| 2021年7月4日  | 日曜 1:05 - 2:05（土曜深夜） | ミヤギテレビ | 宮城県     |                        |
| 2021年7月9日  | 金曜 0:54 - 1:54（木曜深夜） | 青森放送     | 青森県     |                        |
| 2021年7月10日 | 土曜 2:57 - 3:57（金曜深夜） | 南海放送     | 愛媛県     |                        |
| 2021年7月19日 | 月曜 2:35 - 3:35（日曜深夜） | 札幌テレビ   | 北海道     |                        |
| 2021年7月29日 | 木曜 1:45 - 2:49（水曜深夜） | 読売テレビ   | 近畿広域圏 | 『水曜スターナイト』枠 |

| 配信開始日    | 配信時間                   | 配信サイト |
| ------------- | -------------------------- | --- |
| 2021年1月13日 | 水曜 0:00（火曜深夜） 更新 | dアニメストア Hulu |
|               | 水曜 12:00 更新            | J:COMオンデマンド TELASA ひかりTV みるプラス FOD niconico あにてれ Paravi U-NEXT バンダイチャンネル Amazonプライム・ビデオ Google Play Rakuten TV TSUTAYA TV ビデオマーケット DMM.com GYAO!ストア music.jp COCORO VIDEO HAPPY!動画 ムービーフルPlus 日テレ無料 TVer GYAO! |

| 配信開始日    | 配信時間                   | 配信サイト         |
| ------------- | -------------------------- | ------------------ |
| 2021年6月30日 | 水曜 0:00（火曜深夜） 更新 | Hulu dアニメストア |

## BD / DVD
| 巻 | 発売日        | 収録話                  | 規格品番     | 規格品番     |
| 巻 | 発売日        | 収録話                  | BD限定版     | DVD限定版    |
| -- | ------------- | ----------------------- | ------------ | ------------ |
| 1  | 2021年3月24日 | 第1話 - 第4話           | ANZX-15131/2 | ANZB-15131/2 |
| 2  | 2021年5月26日 | 第5話 - 第9話           | ANZX-15133/4 | ANZB-15133/4 |
| 3  | 2021年8月25日 | 第10話 - 第12話、特別編 | ANZX-15135/6 | ANZB-15135/6 |

## 体感型ゲーム
2021年7月8日より期間限定で『ワンダーエッグ・プライオリティ謎解きゲーム「地下庭園に隠されたナゾ」』が新宿マルイメン７階「あそびファクトリーのあそび場」で販売された。謎解きの最初に「あそび場」のキーボックスを開ける必要がある以外は、会場以外でも遊ぶことができた。